# Leioproctus nitidior
Leioproctus nitidior är en biart som först beskrevs av Jesus Santiago Moure 1956.  Leioproctus nitidior ingår i släktet Leioproctus och familjen korttungebin. Inga underarter finns listade i Catalogue of Life.